# Кустанаевский сельсовет
Кустана́евский сельсове́т — упразднённое муниципальное образование (сельского поселения) в Белогорском районе Амурской области.
Административный центр — село Кустанаевка.
Законом от 22 мая 2020 года упразднён в результате преобразования Белогорского района в муниципальный округ.

## Население
| 2002 | 2010 | 2011 | 2012 | 2013 | 2014 | 2015 |
| ---- | ---- | ---- | ---- | ---- | ---- | ---- |
| 786  | ↘702 | ↘698 | ↘669 | ↘662 | ↘650 | ↘633 |
| 2016 | 2017 | 2018 |      |      |      |      |
| ↘626 | ↘603 | ↘599 |      |      |      |      |

## Состав сельского поселения
| № | Населённый пункт | Тип населённого пункта       | Население |
| - | ---------------- | ---------------------------- | --------- |
| 1 | Камышевка        | село                         | ↗60       |
| 2 | Кустанаевка      | село, административный центр | ↘398      |
| 3 | Лозовое          | село                         | ↘2        |
| 4 | Лукьяновка       | село                         | ↗139      |